# 13690 Lesleymartin
13690 Lesleymartin (1997 RG9) là một tiểu hành tinh vành đai chính được phát hiện ngày 8 tháng 9 năm 1997 bởi T. Pauwels ở Uccle.